# Brezovička
Brezovička (allemand : Hainburg im Scharosch , hongrois : Hámbor) est un village de Slovaquie situé dans la région de Prešov.

## Histoire
Première mention écrite du village en 1320.

## Démographie

### Évolution de la population
| Année:               | 1994. | 2004.   | 2014.   | 2024.   |
| -------------------- | ----- | ------- | ------- | ------- |
| Nombre de personnes: | 395   | 422     | 424     | 416     |
| Différence:          |       | +6,83 % | +0,47 % | -1,88 % |

| Année:               | 2023. | 2024.   |
| -------------------- | ----- | ------- |
| Nombre de personnes: | 406   | 416     |
| Différence:          |       | +2,46 % |